# Finding the Rhythms
Finding the Rhythms è un album di raccolta del gruppo musicale statunitense Hot Water Music, pubblicato nel 1995.

## Tracce
1. Scraping – 3:14
2. The Passing – 4:41
3. Floor – 2:14
4. Counting Numbers – 5:06
5. Liquid America – 4:36
6. Bound – 3:38
7. Arms Can't Stretch – 4:50
8. Practice in Blue – 3:50
9. Incisions – 4:24
10. Recliner – 4:14
11. Present – 4:48
12. Eating the Filler – 6:14